# Ptychadena mahnerti
Ptychadena mahnerti és una espècie de granota que viu a Kenya i, possiblement també, a Uganda.
Està amenaçada d'extinció per la pèrdua del seu hàbitat natural.